# Clathrina wistariensis
Clathrina wistariensis är en svampdjursart som beskrevs av Wörheide och Hooper 1999. Clathrina wistariensis ingår i släktet Clathrina och familjen Clathrinidae.
Artens utbredningsområde är havet kring Australien. Inga underarter finns listade i Catalogue of Life.